# Olivier Rahmat
Olivier Rahmat, född 27 januari 1945 i Lyon, Frankrike, är en svensk regissör och filmklippare.
Rahmat studerade vid Dokumentärfilmskolan 1969-1970 och vid Dramatiska Institutets regilinje 1970-1973. Han har varit linjeledare för klipputbildningen vid Den Norske Filmskolen för sammanlagt sex kullar av klippare från 1999-2012. 
Rahmat genomförade under 2004 den första delen av forskningsprojektet "Nordiska fotografers bidrag till filmisk beretterteknikk". Syftet var att lyfta fram de skandinaviska filmfotografernas fotografiska verka för att förstärka bildkonsten genom filmens första hundra år. Kända och mindre kända filmfotografer från Danmark, Sverige, Finland och Norge fick sitt arbete sätts i en social såväl som konstnärligt sammanhang, med hopp om att skapa en heltäckande bild av situationen.

## Filmografi roller i urval
- 1968 – Alkestis
- 1973 – Någonstans i Sverige

### Regi
- 1971 – Bauali (kortfilm)
- 1971 – Avignon
- 1972 – Andreas' Solo (kortfilm)
- 1973 – Cinegiornale Agosti n.5. Altri seguiranno (dokumentärfilm  ("Journalfilm Agosti n.5. andra kommer att följa")
- 1975 – Djibouti (kortfilm)
- 1977 – Brevet (kortfilm)
- 1981 – Min syster kan grekiska

### Regiassistent
- 1973 – Pistolen

### Filmmanus
- 1981 – Min syster kan grekiska

### Filmfoto
- 1989 – Lucky Guy (kortfilm)

### Filmklippning
- 1984 – Växelverkan (kortfilm)
- 1985 – Trekampen om mjölkkannan (kortfilm)
- 1989 – Lucky Guy (kortfilm)
- 1992 – Harpans barn

## Teater

### Roller (ej komplett)
| År   | Roll              | Produktion                               | Regi            | Teater   |
| ---- | ----------------- | ---------------------------------------- | --------------- | -------- |
| 1966 | Extra medverkande | I afton improviserar vi Luigi Pirandello | Mimi Pollak     | Dramaten |
| 1967 | Medagerande       | Flickan i Montreal Lars Forssell         | Jackie Söderman | Dramaten |